# Akademický slovník současné češtiny
Akademický slovník současné češtiny (ASSČ) je on-line výkladový slovník českého jazyka vznikající od roku 2012 a popisující současnou češtinu (od roku 1945). Cílem je vytvořit slovník střední velikosti o 120–150 000 heslech. Do srpna 2025 byla publikována slova začínající na A–K.
Slovník je vytvářen oddělením současné lexikologie a lexikografie Ústavu pro jazyk český Akademie věd České republiky. Při tvorbě se hlavně čerpá z korpusů řady SYN, přihlíží se i k mluveným korpusům ORAL a k archivu periodik Newton Media.
Nejpodobnějším předcházejícím dílem je Slovník spisovného jazyka českého, který vyšel v letech 1960–1971, a proto v 21. století přestal v důsledku zastaralosti vyhovovat. Posléze mimo to vyšly menší jednosvazkové příručky Slovník spisovné češtiny či specializovaný Akademický slovník cizích slov.
Hesla jednotlivých lemmat obsahují:
- výslovnost (např. [ʔaltrujɪzmus])
- původ slova (např. lat.)
- tvarosloví (např. podstatné jméno rodu mužského neživotného)
- styl (např. vulgární)
- významy (např. Beran: 1: samec ovce, 2: neústupný, vzdorovitý, tvrdohlavý člověk 3: souhvězdí zvěrokruhu pozorovatelné ze severní polokoule zejména na podzim a v zimě...)
- obor (např. biologie)
- vazebnost (např. Kdo [bačovat] kde)
- příklady použití (např. V Beranu se nachází pouze čtyři jasné hvězdy.)
- sousloví připojená k heslu (např. → Francouzský beran)
- frazémy připojené k heslu (např. → být (tvrdohlavý) jak(o) beran)
- odkazy na spřízněná hesla (např. zdrobnělina → beránek)